# Crème de cassis
Cet article possède un paronyme, voir Cassis.
 (avril 2017).
Si vous disposez d'ouvrages ou d'articles de référence ou si vous connaissez des sites web de qualité traitant du thème abordé ici, merci de compléter l'article en donnant les références utiles à sa vérifiabilité et en les liant à la section « Notes et références ».

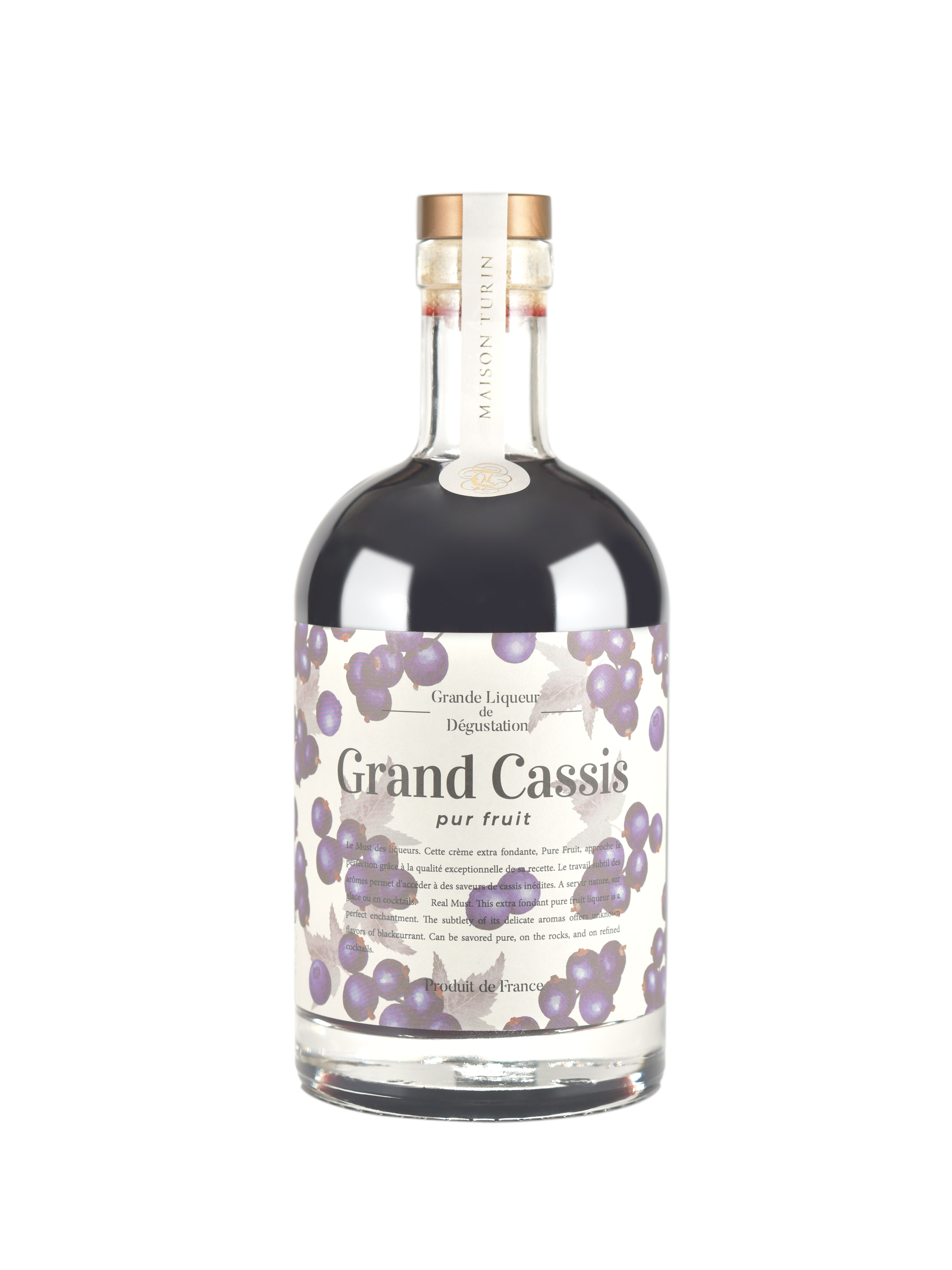
Crème de cassis

La crème de cassis est une liqueur de baies de cassissier. La couleur de cette boisson est rouge sang.
Elle est un ingrédient essentiel du kir (la recette usuelle se fait avec du bourgogne aligoté). Les proportions vont de 1/3 de crème pour 2/3 de vin à 1/5 pour 4/5.

## Histoire
La crème de cassis moderne succède aux gelées à usage médicinal et aux ratafias de cassis produits pendant l’Ancien Régime et jusqu'au  XVIIIe siècle en faisant macérer les grains de cassis dans de l’alcool. Les cassissiers étaient alors plantés à l’extrémité des rangs de vigne dans les vignobles de la Bourgogne sur la côte de Beaune ou la côte de Nuits. 
La formule moderne du « Cassis de Dijon » est apparue à Dijon en 1841, par la mise au point, en trois ans, d'une recette de liqueur industrialisable par Auguste-Denis Lagoute, cafetier du Café des Milles Colonnes. L'ancien maire de Dijon et artisan de sa réputation gastronomique Gaston Gérard rapporte dans ses mémoires comment celui-ci a participé à l'essor du cassis dans la région dijonnaise : achetant tous les fruits qu'il trouva la première année (400 kilos), il supplia les vignerons de planter des cassissiers en leur promettant de bonnes affaires. Il parvint ainsi six ans plus tard à obtenir 2 500 kilos de fruits et à lancer la production de cassis à grande échelle : en 1875, la Côte-d'Or comptait 350 hectares de cassissiers plantés. 
À la fin du XIXe siècle, deux Dijonnais, le distillateur Claude Jolly associé au cafetier Auguste Denis Lagoute, mettent au point une liqueur en faisant macérer des grains de cassis noir de Bourgogne dans de l’alcool additionné de sucre. Différentes entreprises se partagent alors la fabrication de la crème de cassis de Dijon : Lejay-Lagoute, L’Heritier Guyot, Gabriel Boudier, Briottet, etc. En 1904, un garçon de café aurait inventé la recette du « blanc-cass' » en mélangeant un cinquième de crème de cassis avec quatre cinquièmes de vin blanc (généralement du bourgogne aligoté). Servi à la mairie de Dijon dès 1904 sous la municipalité d'Henri Barabant, le chanoine Kir, maire à partir de 1945, en fait une intense promotion qui assure son succès actuel. Puis est créé le « cardinal » ou « communard » en mélangeant la crème de cassis avec du vin rouge.
Si les pieds de cassis étaient plantés au bout des vignes de la côte de Nuits et de Beaune pour fabriquer le ratafia local, ancêtre de la liqueur, la crise du phylloxéra coïncidant avec l'ouverture des premières usines de fabrication de liqueur de cassis à Dijon, changea cet usage populaire. L'arrière-pays dijonnais, nuiton et beaunois ayant un climat plus rude et de nombreux coteaux exposés au nord, se révéla être un terroir de prédilection pour le cassissier qui demande une somme de froid importante pour une meilleure induction florale. Contrairement à la côte qui renforça son vignoble avec la mise en place des AOC vers 1935, l'arrière-pays délaissa la culture de la vigne au profit de celle du cassissier et cette situation dure jusque dans les années 1970.
La crème de cassis jouit aujourd'hui de deux indications géographiques protégées : Cassis de Dijon réservée à quatre liquoristes dijonnais, et la Crème de cassis de Bourgogne, appellation plus large couvrant une zone s'étendant de la Côte-d'Or à la Saône-et-Loire. La seule appellation Cassis de Dijon concentrait, en 2015, 80% de la production française de crème de cassis, dont la moitié part à l’export.

## Fabrication
La crème de cassis est élaborée à partir de baies de cassissier macérées dans l'alcool surfin, auxquelles on ajoute du sucre.
Spécialité bourguignonne, cette préparation se prépare également dans d'autres régions de France, notamment en Isère, mais aussi dans le Sud-Ouest, en Charente, où sa saveur est appréciée. Au Luxembourg et au Québec, la crème de cassis est aussi prisée.
La qualité d'une crème de cassis dépend des variétés de fruits transformés ainsi que de sa teneur en baies et de la qualité du processus de fabrication. Le noir de Bourgogne ou le royal de Naples, variétés riches en arômes et couleurs sont préférables au blackdown, variété aux saveurs moins puissantes.
La législation européenne a défini la crème de cassis comme une liqueur devant titrer au moins 15 degrés, contenir au minimum 400 grammes de sucre par litre. Pour la crème de cassis de Dijon, la fabrication n'est pas obligatoirement en lien avec le terroir et peut donc être issue de productions agricoles du monde entier. Seule la fabrication doit se faire dans le territoire de la commune de Dijon. Dans la pratique actuelle, le titrage alcoolique est souvent plus élevé (16° à 20°) et la teneur en sucre plus importante que le seuil imposé. La loi reste muette sur la teneur en fruits et sur leur origine. C'est sur cette teneur que se fera la différence de qualité entre les différentes crèmes de cassis qui existent sur le marché. 
La fabrication de la crème de cassis est donc précisée par la réglementation, avec un cahier des charges peu contraignant auparavant. Depuis 2013, le syndicat des fabricants du cassis de Dijon (regroupant les entreprises Boudier, Briottet, L'Héritier Guyot et Lejay Lagoute) a obtenu l'indication géographique (IG) décerné par l'INAO pour sa crème de cassis de Dijon.

## Indications géographiques protégées
En 2013, le Cassis de Dijon, première crème de cassis créée en 1841, a obtenu son Indication Géographique Cassis de Dijon. Elle regroupe 4 liquoristes (Lejay-Lagoute, L’Héritier-Guyot, Briottet et Gabriel Boudier). 
Depuis, d'autres indications géographiques ont été créées :  
Depuis le 22 janvier 2015, la dénomination crème de cassis de Bourgogne est protégée au niveau européen par IGP (indication géographique protégée). Cette demande de protection a été initiée par le Syndicat Interprofessionnel de Défense du Cassis en Bourgogne (SIDCB), cette IGP est portée par toute la filière régionale (associant à ce jour[Quand ?] près de 30 agriculteurs producteurs-transformateurs fermiers et 5 entreprises de transformation industrielle : Jean-Baptiste Joannet, Ferme Fruirouge, Vedrenne, Joseph Cartron et Trenel), répartis sur un axe Nord-Sud en Côte d'Or et Saône-et-Loire. La crème de cassis de Bourgogne offre une double garantie le lien avec l'agriculture du département et une certaine qualité : elle doit être obligatoirement élaborée sur une bande géographique définie allant du nord de Dijon à Macon, en employant des fruits locaux. Sa recette offre une forte concentration en cassis noir de Bourgogne. 

## Utilisation
La crème de cassis de Bourgogne, comme la crème de cassis de Dijon, entre dans la composition du kir et de ses nombreuses variantes (communard, kir royal, fond de culotte...). Elle est aussi un ingrédient essentiel du fénelon, un apéritif à base de vin de Cahors. Aux États-Unis, elle entre dans la composition du El Diablo, cocktail à base de tequila et jus de citron vert. Au Japon, elle est mélangée au thé vert, à l'eau gazeuse ou au jus d'orange.